# Асесмент-центр
Асесмент-центр (асесмент, англ. assessment) — метод оцінки персоналу у формі ділової гри.

## Визначення
Асесмент-центр — це один з методів комплексної оцінки персоналу, заснований на використанні взаємодоповнюючих методик, орієнтований на оцінку реальних якостей співробітників, їх психологічних і професійних особливостей, відповідності вимогам посадових позицій, а також виявлення потенційних можливостей фахівців. На сьогоднішній день асесмент-центр є валідним методом оцінки компетенцій співробітників (надійніше — тільки тривалі спостереження за людиною в реальній роботі).

## Опис
Асесмент-центр — це оцінка компетенцій учасників за допомогою спостереження їх реальної поведінки в ділових іграх. Зовні дуже схоже на тренінг — учасникам пропонуються ділові ігри та завдання, але їх мета — не розвиток умінь і навичок, а рівні для всіх можливості проявити свої сильні і слабкі сторони. У кожному завданні за кожним учасником закріплений експерт. Він докладно фіксує поведінку свого підопічного, яка відноситься до компетенції, що спостерігається.
Склад процедур асесмент-центрів:
- Інтерв'ю з експертом, у ході якого йде збір даних про знання і досвід співробітника.
- Психологічні, професійні та загальні тести.
- Коротка презентація учасника перед експертами та іншими учасниками.
- Ділова гра. Під керівництвом спостерігача група співробітників або кандидатів розігрує бізнес-ситуацію по заздалегідь підготовленим сценарієм.
- Біографічне анкетування.
- Опис професійних досягнень.
- Індивідуальний аналіз конкретних ситуацій (бізнес-прикладів). Учаснику пропонується вибрати певну стратегію і тактику дій в запропонованій ситуації.
- Експертне спостереження, за результатами якого складаються рекомендації для кожного співробітника.

Метод асесмент-центру виник на Заході в роки Другої світової війни. У Великій Британії його використовували для набору молодших офіцерів, а в США — для підбору розвідників. Згодом він був узятий на озброєння бізнес-організаціями, і в даний час на Заході практично кожна велика компанія застосовує цей метод для оцінки персоналу. До Росії Асесмент-центр прийшов на початку 1990-х років.